# 北角邨
北角邨（英語：North Point Estate）是香港一個已拆卸的公共屋邨，位於香港島東區北角海旁，鄰近北角碼頭及巴士總站，由甘洺（Eric Cumine）建築師事務所設計，佔地達6公頃。

## 歷史

### 興建之際
北角邨是香港屋宇建設委員會（後併入香港房屋委員會）於1950年代發展的廉租屋邨之一，由於位處於渣華道，最初稱為渣華道廉租屋邨。1957年11月25日，當時的香港總督葛量洪爵士主持北角邨的開幕典禮。1958年1月全邨完成，當時獲譽為「亞洲最壯麗的工程」，亦是當時香港最大型的住宅項目，主要為小康家庭提供優質居所，其特色是每戶均有獨立廚房及廁所，更有露台和固定間隔房間，並設有升降機，有社區禮堂、商店、巴士總站、郵政局及北角碼頭。這種種設施都是香港公共房屋首次出現的。而且北角邨是香港罕有於海邊興建之公營房屋，加上地處市中心，北角邨一度成為低收入家庭中的「豪宅」。

### 鄰近的暴動總部
根據高永文醫生在2011年專訪：因為他小時候住在西大樓七樓，陽台面向渣華道和書局街的工會，附近在六七暴動時被炸彈攻擊，一對姊弟更因誤觸炸彈而被身亡。

### 清拆重建
自從在2000年3月房署公布清拆北角邨重建，已安排該邨近2000戶居民揀樓調遷，並可按重建置業計劃優先選購愛蝶灣單位。至2002年7月底只剩下四個住戶：一戶要延長一個月的搬遷期限；一戶以「農曆鬼節不宜搬遷」為理由；另一戶等候社署特許恩恤加入戶籍數目；但尚有一戶以「單位須擁有永遠無敵大海景」為理由，未能揀選合適單位為由阻止房署職員收樓，女戶主在搬遷限期最後一日持刀與警方對峙兩小時後被制服送院。房屋政策評議會總幹事葉肖萍認為，女戶主不應用過激的手法去爭取編配單位權益，但批評房署在事件中處理不當，因為重建收樓應該盡量去滿足原住客的基本要求。
與此同時，香港政府提出清拆北角邨重建，以興建居屋屋苑。雖然遭到邨內居民反對，而且樓宇沒有結構上的問題，但北角邨最終於2002年9月底關閉，並於2003年清拆。由於地皮面對維多利亞港，估值超過100億港元，因此原本擬交由政府於2004年3月進行拍賣，並且作綜合式住宅的發展計劃。然而，由於這遭到社會人士甚至地產商的反對，前者要求保留作公屋發展，後者則要求發展為豪宅，故當時地皮發展方案未有定案。
當北角邨地皮已被拆除所有建築物，東座及中座的地皮就作為露天停車場，剩下邨內的十多棵樹木。然而，由於康樂及文化事務署管理不善，導致樹木都被過度修剪至不似樹形，惹來公眾的批評。
在北角邨被永久封閉2個月後，由於孫九招中取消居屋計劃的緣故，此邨重建為居屋的計劃亦旋即被取消。

### 現時規劃

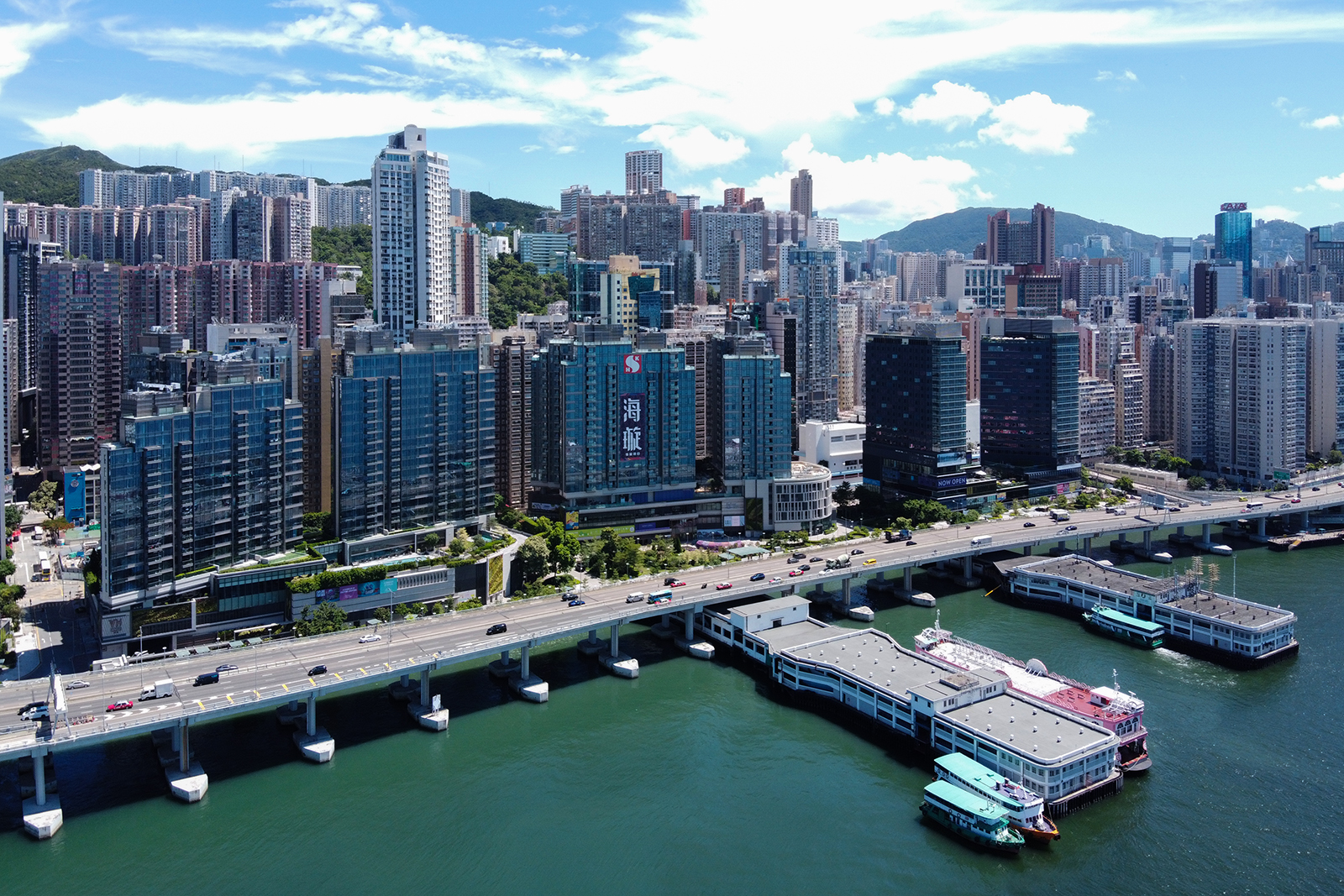
北角邨舊址現為新鴻基地產大型發展項目海璇（左）及香港維港凱悅尚萃酒店（右）

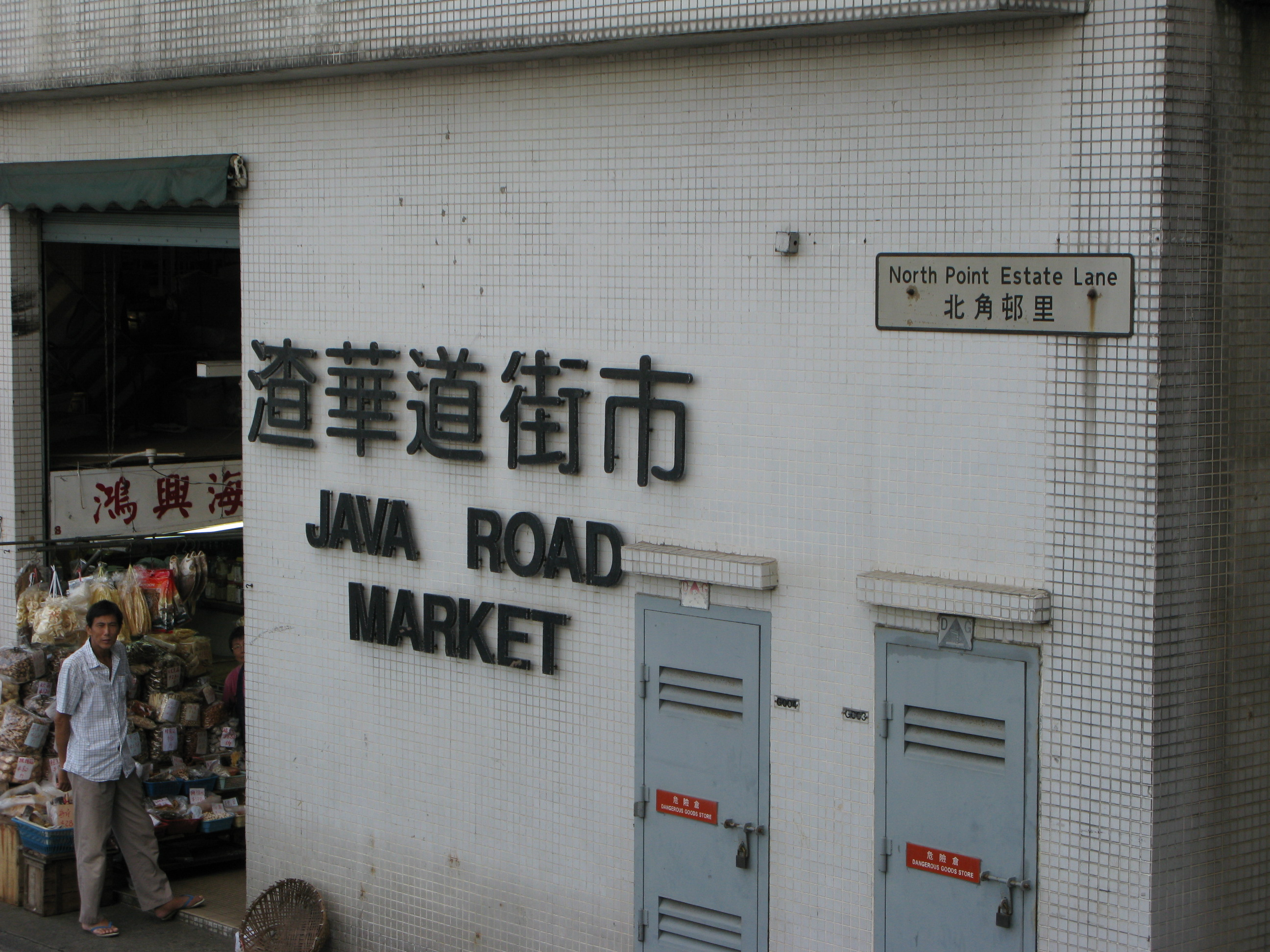
仍有北角邨字樣的街道——北角邨里，是現存北角邨惟一痕跡。圖為渣華道街市北面，北角邨里近糖水道

2007年9月13日，房委會將空置4年的北角邨地皮無條件交還特區政府，作私人樓宇用途，將被新鴻基地產發展成大型豪宅。
2008年1月4日，規劃署建議把舊北角邨地皮的樓宇高度降低至80米，即30層樓高，避免造成屏風效應，又會把該地盤一分為二，有一半用作興建酒店，而另一半則用作興建商住樓宇。規劃署亦建議預留40%地皮面積用作休憩用途，包括興建一條長約400米的海濱長廊。港府於同年2月29日公佈的2008至09年度申請售賣土地表中，亦包括指定作酒店用途的舊北角邨西面的地皮。2013年3月28日，新地旗下遠健有限公司，以27.22億元奪得北角酒店用地，投資額約55億元。
地皮現為新鴻基地產海璇、商場北角匯及香港維港凱悅尚萃酒店。

## 屋邨資料

### 樓宇
| 樓宇名稱    | 樓宇類型       | 落成年份 | 拆卸年份 | 樓宇層數 | 建築師               | 承建商   | 主要接收安置屋邨                                                  |
| ----------- | -------------- | -------- | -------- | -------- | -------------------- | -------- | ----------------------------------------------------------------- |
| 西大樓      | 舊長型         | 1957年   | 2003年   | 11       | 甘洺（）建築師事務所 | 昌利建築 | 愛東邨愛平樓、愛澤樓、愛旭樓及愛善樓及 興華（一）邨興翠樓及美華樓 |
| 中大樓      | 舊長型         | 1957年   | 2003年   | 11       | 甘洺（）建築師事務所 | 昌利建築 | 愛東邨愛平樓、愛澤樓、愛旭樓及愛善樓及 興華（一）邨興翠樓及美華樓 |
| 東大樓      | 舊長型         | 1958年   | 2003年   | 11       | 甘洺（）建築師事務所 | 昌利建築 | 愛東邨愛平樓、愛澤樓、愛旭樓及愛善樓及 興華（一）邨興翠樓及美華樓 |
| 西風車樓    | 風車型（舊式） | 1957年   | 2003年   | 11       | 甘洺（）建築師事務所 | 昌利建築 | 愛東邨愛平樓、愛澤樓、愛旭樓及愛善樓及 興華（一）邨興翠樓及美華樓 |
| 東風車樓A座 | 風車型（舊式） | 1958年   | 2003年   | 11       | 甘洺（）建築師事務所 | 昌利建築 | 愛東邨愛平樓、愛澤樓、愛旭樓及愛善樓及 興華（一）邨興翠樓及美華樓 |
| 東風車樓B座 | 風車型（舊式） | 1958年   | 2003年   | 11       | 甘洺（）建築師事務所 | 昌利建築 | 愛東邨愛平樓、愛澤樓、愛旭樓及愛善樓及 興華（一）邨興翠樓及美華樓 |
| 東風車樓C座 | 風車型（舊式） | 1958年   | 2003年   | 11       | 甘洺（）建築師事務所 | 昌利建築 | 愛東邨愛平樓、愛澤樓、愛旭樓及愛善樓及 興華（一）邨興翠樓及美華樓 |

粗體表示該樓宇牽涉26座問題公屋醜聞，其混凝土強度未達高層單位20.7MPa或低層單位31MPa的標準。

### 教育和康樂設施

#### 小學
- 渣華道官立小學（1957年創立，2000年遷往鄰近愛蝶灣校舍並更名為「愛秩序灣官立小學」）

#### 幼稚園
- 麗光幼稚園（中座）
- 雅文幼稚園（東座）

## 著名居民
- 高永文：骨科醫生、前食物及衛生局局長[6]
- 王岸然：知名時事評論員
- 周潔冰：前維園選區民選區議員
- 梁家輝：香港演員
- 露雲娜：香港歌手
- 林敏驄：香港作曲填詞人，演員，主持
- 林敏怡：香港作曲人，林敏驄之大姐
- 張之珏：香港影視製作人
- 張之琛：已故前警務處助理處長
- 譚一清：香港已故男演員
- 陳念慈：前香港羽毛球運動員
- 嚴磊輝：香港國際貨櫃碼頭董事總經理、前希慎興業行政總裁
- 呂瑞容：前香港女演員
- 黎婉玲：1960年代麗的映聲三朵花之一，曾經住北角邨東座
- 譚玉瑛：香港前兒童節目主持人

## 外部連結

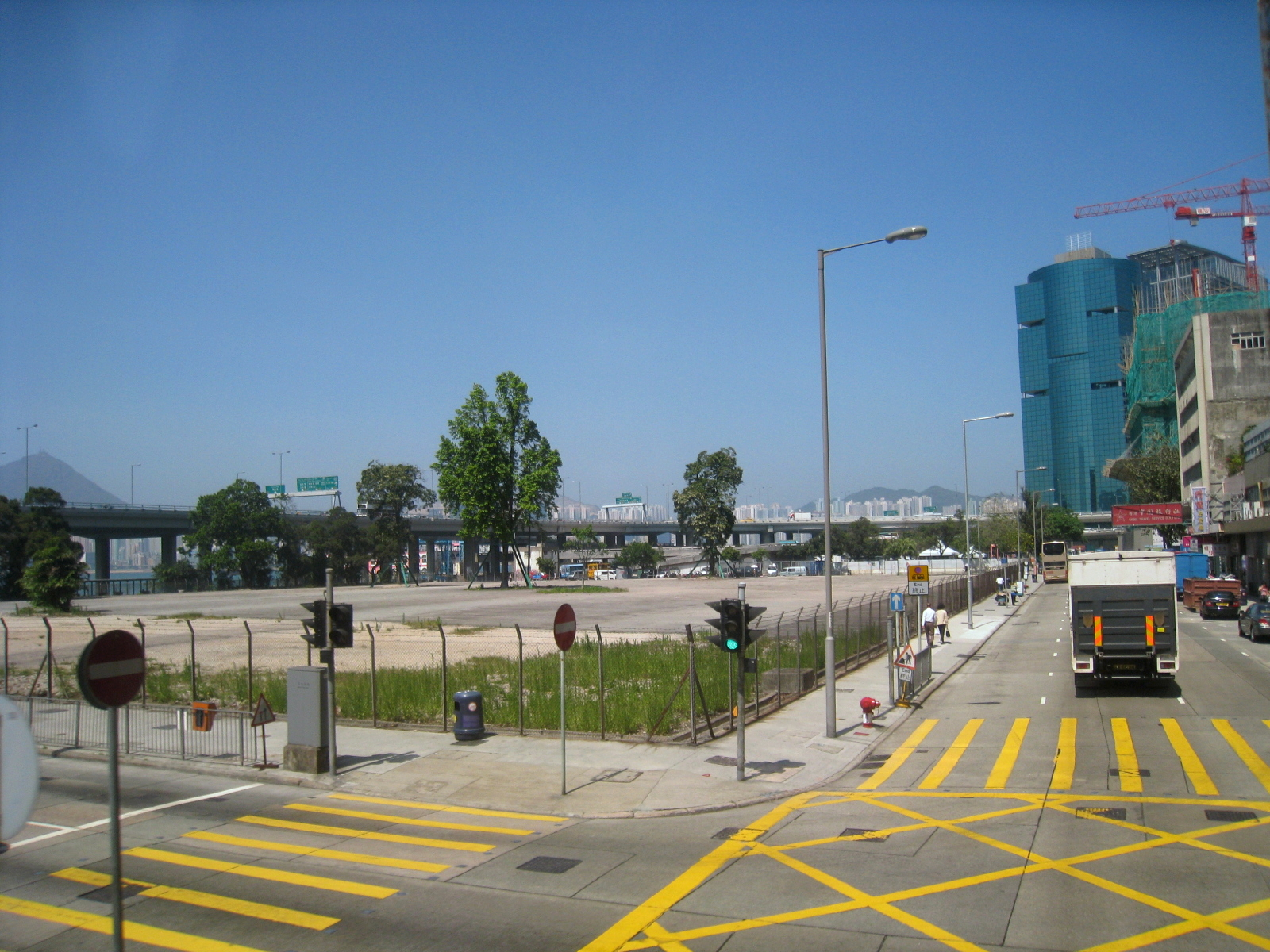
北角邨地皮空置多年，到2007年9月房委會將地皮無條件交還特區政府，用作私人樓宇用途

- North Point & North Estate （页面存档备份，存于）
- 北角邨重建收益百億 (2002年8月31日 蘋果日報)[永久]
- 拆北角邨 婦拒遷持刀揮鎚揚言跳樓 (2002年8月31日 東方日報)[永久]
- 規劃署提交前北角邨地皮建議發展藍圖 (2008年1月4日 亞視新聞)
- 政府下年度勾地表首次撥出十幅土地建酒店 (2008年2月29日 亞視新聞)